# Band on the Run
Band on the Run är ett album från 1973 av den brittiska rockgruppen Paul McCartney & Wings.
Band on the Run är ett musikalbum med Paul McCartneys grupp Wings. Förberedelserna samt inspelningarna var olycksdrabbade. Bland annat blev demoinspelningarna inför albumet stulna, och Paul och Linda överfölls av rånare i Nigeria, där skivan spelades in. 
Dessutom bestämde sig både Denny Seiwell och Henry McCullough för att lämna bandet precis innan planet till Nigeria lyfte. Detta innebar att man fick klara sig på tre man, och McCartney fick åter visa upp sin förmåga att spela en mängd instrument.
Samtidigt som albumet spelades även singeln "Helen Wheels" in. Denna låt ingår på den amerikanska versionen av LP:n. (Titeln Helen Wheels är inspirerat av Paul McCartneys suv-bil, som populärt kallades "Hell on Wheels".) 
Singlar från skivan var "Jet", med B-sidan "Mamunia", samt "Band on the Run". Den sistnämnda hade "Nineteen Hundred and Eighty-Five" som B-sida i USA och den annars outgivna låten "Zoo Gang" på baksidan i England. Låten är med på Guitar Hero World Tour.
Inspelningstekniker var Geoff Emerick.
År 2010 har en lyxbox med bok, tre CD-skivor och en DVD utgivits. CD-skivorna innehåller bl.a. remastrade versioner, intervjuer m.m. och DVD:n bl.a. en filmmaterial om fotograferandet av omslagsbilden, Wings "live i studio" 1974 m.m.
Band on the Run är ett av albumen i listan The 500 Greatest Albums of All Time av magasinet Rolling Stone.
Exakt 50 år efter utgivningen av Band on the Run avled gitarristen Denny Laine den 5 december 2023.

## Låtlista
Alla låtar skrivna av Paul McCartney om inget annat anges
1. Band on the Run
2. Jet
3. Bluebird
4. Mrs. Vandebilt
5. Let Me Roll It
  - McCartney har sedan den utkom spelat denna låt under alla sina turnéer. Den påminner till viss del om typiska John Lennon-sånger.
6. Mamunia
7. No Words (Paul McCartney/Denny Laine)
8. Picasso's Last Words (Drink to Me)
  - Dustin Hoffman utmanade McCartney att skriva denna sång om Pablo Picassos död då de tillbringade ett veckoslut tillsammans.
9. Nineteen Hundred and Eighty-Five
  - Innehåller på slutet en kort reminiscens av titellåten.

Till senare versioner på CD har det lagts bonuslåtar. Albumet har dessutom givits ut i en minnesutgåva för att fira 30-årsjubileet med en extraskiva innehållande demoinspelningar och intervjuer. De låtar som lagts till är:
10. Helen Wheels (fanns på den amerikanska versionen av LP:n

11. Country Dreamer

## Listplaceringar
| Lista (1973-1974) | Position            |
| ----------------- | ------------------- |
| Australien        | 1 (Go Set)          |
| Danmark           | 11 (DR "Top 20")    |
| Japan             | 11 (Oricon)         |
| Kanada            | 1 (RPM)             |
| Nederländerna     | 5                   |
| Norge             | 1 (VG-lista)        |
| Storbritannien    | 1 (UK Albums Chart) |
| Sverige           | 4 (Kvällstoppen)    |
| USA               | 1 (Billboard 200)   |
| Västtyskland      | 15                  |